# 拉斯坎帕納斯 (新墨西哥州)
拉斯坎帕納斯（英語：Las Campanas）是位於美國新墨西哥州聖菲縣的普查規定居民點。

## 人口
根據2020年美國人口普查的數據，拉斯坎帕納斯的面積為27.03平方千米，皆為陸地。當地共有人口1460人，而人口密度為每平方千米54.01人。